# 経験的治療
経験的治療（けいけんてきちりょう、英語: empiric therapy、empirical therapy）、またエンピリック治療とは、診断を確定する前に治療を開始すること。特に感染症で、病原微生物を同定する前に抗生物質を投与することについて言う。

## 概要
感染症で病原微生物を同定するまでの期間や、臨床検査の結果からは原因が特定できない場合に、過去の疫学的な知見からある程度病原微生物を想定して抗生物質を投与する。例として肺炎、尿路感染症、好中球減少症、細菌性髄膜炎が疑われる場合に行う。
複数の病原微生物の関与が疑われる重篤な感染症の経験的治療では、より多くの病原微生物に対応するため、第一選択として抗菌スペクトラムが広い抗生物質を使用する。血液培養などで病原微生物が判明した場合は、それに対応するよりスペクトラムが狭い抗生物質に切り替える。この手法は、以下の場合に有効である。
- 病原微生物が不明である
- 病原微生物同定のための検査が治療に影響しない
- 病原微生物同定のための検査に手間や時間がかかる
- 検査を行っても原因の確定に至らない可能性がある

以上のような場合に病原微生物の確定を待つことは、治療の遅れにつながるからである。